# Like Whoa
«Like Whoa» (с англ. — «Ух ты, как») — это песня американской поп-группы Aly & AJ, написанная и записанная ими для своего второго студийного альбома, Insomniatic. Это второй и последний сингл с альбома, выпущенного в 2008 году. Сингл в Великобритании был отменен по неизвестным причинам. Это был их последний сингл, прежде чем они поменяли название своей группы на 78violet.

## Информация о песне
Песня, наряду с «Bullseye», «Slience», и «Potential Break Up Song», была выпущена в Великобритании для радиостанций для альбома Insomniatic, и «Like Whoa» позже стала официальным синглом альбома. Он был выбран 95 % избирателями Disney.
«Like Whoa» это песня об острых ощущениях в новых отношениях.
Альбомная версия песни была использована в фильме производства Disney Channel Original Movie,Minutemen, а также её можно услышать во время игры High School Musical 3: Senior Year. Ремикс песни был выпущен в цифровом формате 18 марта 2008 года на iTunes, наряду с акустической версией и интервью. Помимо релиза на iTunes, песня играла на Radio Disney на всей территории США в течение января и февраля.
Акустическая версия, выполненная на Radio Disney, «Like Whoa» EP вышла в марте 2008.
Песня также воспроизводит дорожки на Band Hero.

## Список композиций
- iTunes Store EP

| №  | Название                           | Длительность |
| -- | ---------------------------------- | ------------ |
| 1. | «Like Whoa» (Remix Version)        | 2:29         |
| 2. | «Like Whoa» (Acoustic Version)     | 2:42         |
| 3. | «Radio Disney Exclusive Interview» | 2:07         |

## Музыкальное видео
3 декабря 2007 года, Aly & AJ объявли, через свой блог на MySpace, что видео на песню «Like Whoa» будут отснято в течение той недели. Девочки также заявили, что они сняли видео с режиссёром Скоттом Спиром и что «это очень отличается от того, что мы уже сделали». Фотографии с съемок клипа просочились в Интернет 15 декабря 2007 года, показав девушек в четырёх различных наборов, Элисон прыгает на батуте, девушки сидят на диване и сцена с микрофонами, как в музыкальном видео «Potential Break Up Song».

На сегодняшний день видео собрало, на канале YouTube у Hollywood Record’s и на канале Aly & AJ, более чем 28 миллионов просмотров.

## Статус
По состоянию на 27 февраля 2008 года, альбомная версия насчитывает более 558 084 цифровых скачиваний в США, достигнув пика положения числа (№ 63) наBillboard «Billboard Hot 100», и это было достаточно, чтобы получить золотой сертификат. Песня также дебютировала под номером шестьдесят шесть (№ 66) на канадском «Hot 100», уже позицией выше, чем предыдущий сингл «Potential Break Up Song» (на № 72).
После выпуска ремикс (одноместной) версии, сингл вновь вошёл в Hot 100 на 92 место после падения за неделю до его выпуска.

### Позиции в чартах
| Chart (2007—2008)                   | Peak position |
| ----------------------------------- | ------------- |
| Австралия (ARIA)                    | 92            |
| Канада (Billboard Canadian Hot 100) | 66            |
| США (Billboard Hot 100)             | 63            |
| США (Billboard Pop Airplay)         | 47            |
| UK Singles Chart                    | 165           |